# Migliarina (Carpi)
Migliarina (Milliarina in latino - "Miarèina" in dialetto carpigiano) è un'antichissima frazione del comune di Carpi al confine tra la provincia di Modena, di cui fa parte, e quella di Reggio Emilia, in Emilia-Romagna. Secondo le stime contava una popolazione di 1 812 abitanti a fine 2018. Si trova a 23 metri di altitudine sul livello del mare.  

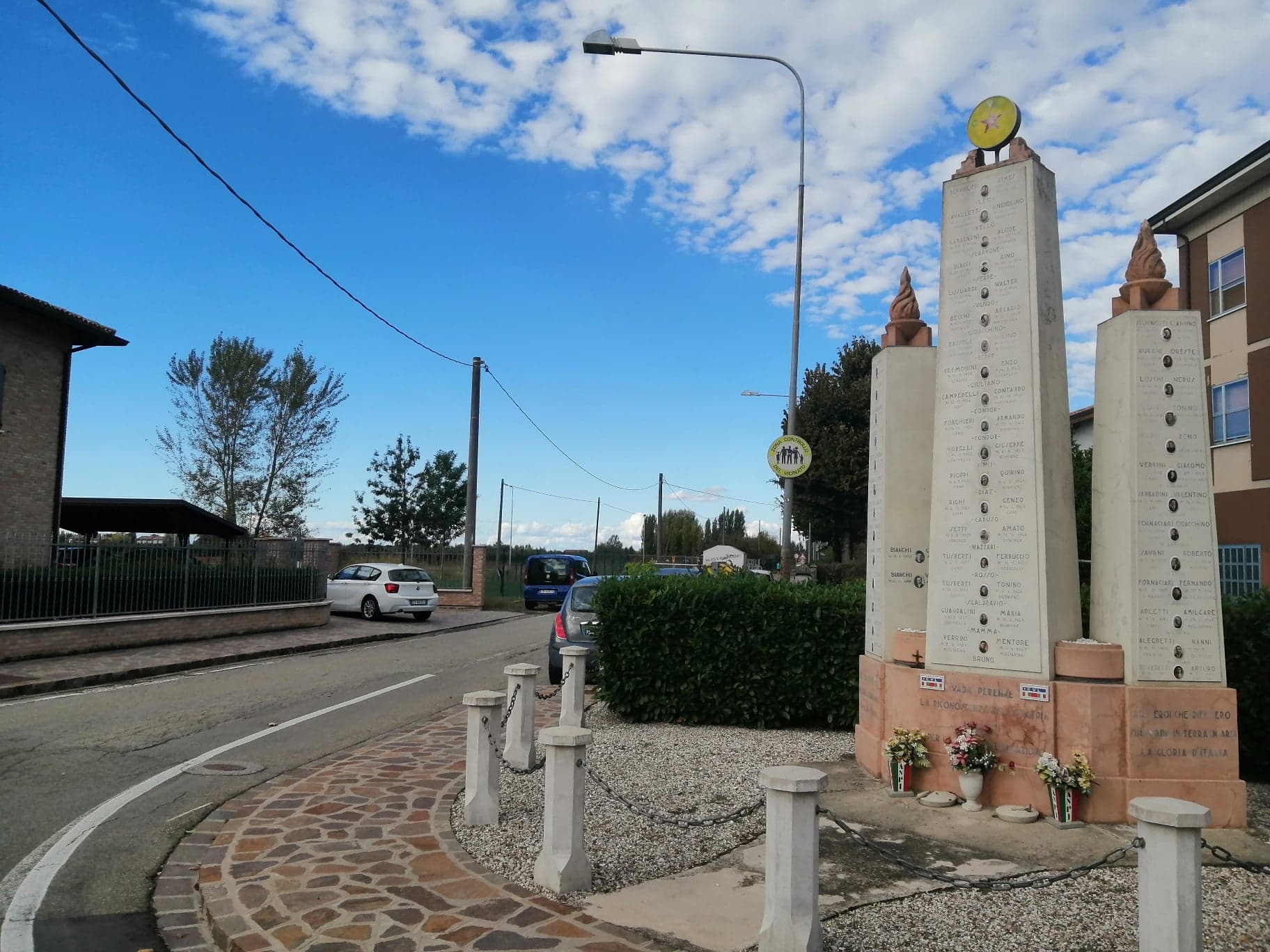
Cippo monumentale ai caduti della guerra partigiana

La frazione, irradiandosi dall'antica chiesa parrocchiale di Santa Giulia, mantiene pressoché inalterate le caratteristiche di frazione rurale con case distanziate nella campagna. Nel tempo ha sviluppato due nuclei abitati più riconoscibili: uno lungo la direttrice della via Budrione Migliarina parte ovest, focalizzato sul cippo monumentale ai caduti della guerra partigiana, all'incrocio con via Roma e via Bentivoglio e uno nei pressi della stessa chiesa di Santa Giulia, su via Guastalla, strada provinciale n°1 sorbarese, che dal centro di Carpi dista 5,5 km in direzione ovest. L'estensione territoriale è di 8,7 km quadrati.
Pur essendo a preminente vocazione rurale Migliarina ospita due importanti poli industriali.
Il primo sorge sul confine provinciale di Reggio Emilia, vicinissimo al centro del comune di Rio Saliceto ed è sede della Goldoni-Keestrack (già Goldoni) fabbrica di trattori e motocoltivatori nata nel 1926 ad opera di Celestino Goldoni e di una fabbrica di ceramica. Il secondo polo si sviluppa a ridosso del cavalcavia sulla A22 del Brennero con capannoni della Filiera Sì, ex Italcarni in cui avviene la lavorazione industriale di carni suine.

## Storia
La località sorge nei dintorni di una motta (rialzo naturale del terreno in corrispondenza dell'accumularsi di detriti alluvionali) dovuta in origine, con ogni probabilità, all'azione dell'antico percorso del Rio Tresinaro, ora canalizzato artificialmente, che assieme ad altri corsi d'acqua, tra cui il Crostolo e il torrente Rodano, scarsamente identificabili nei loro percorsi a causa dell'impaludamento periodico della zona (da qui la tesi sul nome Tres-in-rio che si pensa possa aver influenzato anche l'origine del toponimo della frazione Milia-rino), transitava sull'asse sud-nord nella pianura in direzione del Po.
Durante scavi effettuati sulla motta che attualmente ospita la Chiesa di Migliarina, relazionati dallo Spinelli ad inizio del Novecento, si dà per risaputa, senza però fornirne prove a sostegno, la remota origine antropica del terrapieno, tuttavia al momento ancora non sono stati rinvenuti reperti dell'età del bronzo a supportare questa convinzione.
Probabile sede di un accampamento militare in epoca romana, faceva quasi sicuramente parte del presidio di una centuriazione che si estendeva in una vasta area compresa dalla sinistra del fiume Secchia fino appunto alla destra del Rio Tresinaro, tanto che alcuni reperti di epoca romana, estratti dai campi della frazione, sono tuttora presenti nel museo civico di Carpi.
Attorno al perimetro della motta, lungo il quale nel tempo si sono succeduti gli steccati e in epoca medievale perfino muretti di delimitazione e difesa, sono stati rinvenuti reperti di origine longobarda tra cui un frammento di fibbia e un residuo di scure, risalenti al VII-VIII secolo e alla Curtis relativa, di cui si ha notizia già dal 772 in due diplomi, rappresentando così una delle prime testimonianze concrete della presenza sul territorio di questa popolazione.
Un'importante testimonianza storica, anche in chiave di rara relazione sull'organizzazione agronomica curtense dell'epoca, è il diploma del 14 giugno del 772 di Desiderio e Adelchi nel quale si certifica l'esistenza di una vasta area di competenza della corte di Migliarina con relativa rendita data in donazione al monastero bresciano di San Salvatore (753), dedicato, dal  X secolo in poi, a Santa Giulia Vergine Martire.
Al prezioso inventario dei beni della corte di Migliarina, tenuto annualmente tra 879 e il 906, risale l'indicazione di una Cappella con tre altari e numerosi oggetti legati al culto a corredo. Del X secolo un documento conservato negli archivi del monastero di San Prospero a Reggio Emilia, nel quale risulta ammontare a 4300 iugeri l'estensione del possedimento, che tradotto in ettari si attestava intorno ai 3300 ettari complessivi, dei quali soltanto 500 destinati alla coltivazione e i restanti boschivi con utilizzo del legname e, vista la considerevole presenza di farnie, utili ad alimentare l'allevamento dei suini.
Il "dominico", ossia l'ammontare dei beni di pertinenza diretta al sostentamento dell'amministratore della corte, aveva una dote di 19 servi risiedenti, con 120 ettari destinati alla coltivazione, di cui 8 al vigneto; mentre il "massaricio", da cui il termine massaro, comprendeva ben 43 poderi di cui 23 affidati direttamente alla conduzione di famiglie contadine, 12 ripartiti tra due famiglie; e 6 isolati: i quali, probabilmente a causa della zona paludosa posta nella parte nord-ovest della corte, erano solo parzialmente coltivati ma comunque privi di insediamento stabile.
In un documento dell'anno 1001 viene indicata l'esistenza anche di un Castrum ma allo stato attuale non ci è pervenuta traccia sulla forma e l'esatta collocazione di questo Castello. La corte migliarinese nel tempo diviene inevitabile oggetto di contesa tra il convento di Santa Giulia a Brescia e quello di San Prospero a Reggio Emilia, con quest'ultimo che nel 1214 ne ottiene il possesso durante una razionalizzazione dei possedimenti, con uno scambio di beni e terreni in zone più vicine al bresciano.
Nel XVI secolo la corte di Migliarina viene assoggettata alla collegiata ecclesiale di Carpi, con conseguente perdita del sostentamento e lento decadimento degli edifici adibiti al culto, così che nel 1766 si dovette procedere alla ricostruzione della Chiesa e nel secolo successivo, ad opera dell'insigne architetto Achille Sammarini, alla rivisitazione, con ampliamento a tre navate nelle attuali linee armoniose e di grande spessore architettonico ottocentesco.
Ciro Menotti, importante personaggio storico legato al risorgimento italiano, patriota membro della Carboneria, è originario di Migliarina. Una lapide commemorativa posta nel 1931 è ancora visibile sul frontale della casa in via Lunga dove nacque.

## Monumenti e luoghi d'interesse

### Architetture religiose
- Chiesa di Santa Giulia